# Tuomas Ketola
Tuomas Ketola (ur. 21 lutego 1975 w Turku) – fiński tenisista, reprezentant w Pucharze Davisa.

## Kariera tenisowa
Jako zawodowy tenisista występował w latach 1994–2007.
W grze pojedynczej Ketola jest zwycięzcą 5 turniejów rangi ATP Challenger Tour.
W grze podwójnej wygrał 11 zawodów rangi ATP Challenger Tour. W 1998 został finalistą rozgrywek rangi ATP World Tour w Hongkongu grając w parze z Neville Godwinem.
Reprezentował Finlandię w Pucharze Davisa w latach 1993–2007, odnosząc 28 zwycięstw i ponosząc 34 porażki.
W rankingu gry pojedynczej Ketola najwyżej był na 130. miejscu (4 maja 1998), a w klasyfikacji gry podwójnej na 76. pozycji (19 października 1998).

### Finały w turniejach ATP World Tour
| Legenda                                      |
| -------------------------------------------- |
| Wielki Szlem                                 |
| Igrzyska olimpijskie                         |
| Tennis Masters Cup / ATP Finals              |
| ATP Masters Series / ATP Tour Masters 1000   |
| ATP International Series Gold / ATP Tour 500 |
| ATP International Series / ATP Tour 250      |

#### Gra podwójna (0–1)
| Końcowy wynik | Nr | Data             | Turniej  | Nawierzchnia | Partner        | Przeciwnicy              | Wynik finału |
| ------------- | -- | ---------------- | -------- | ------------ | -------------- | ------------------------ | ------------ |
| Finalista     | 1. | 12 kwietnia 1998 | Hongkong | Twarda       | Neville Godwin | Byron Black Alex O’Brien | 5:7, 1:6     |